# Barum (Zweden)
Barum is een plaats in de gemeente Kristianstad in het Zweedse landschap Skåne en de provincie Skåne län. De plaats heeft 60 inwoners (2005) en een oppervlakte van 22 hectare.